# Hugh Beistle Woodward
Hugh Beistle Woodward (* 29. April 1885 in Clearfield, Pennsylvania; † 18. August 1968) war ein US-amerikanischer Jurist und Politiker. Er fungierte in der ersten Hälfte des Jahres 1929 im Bundesstaat New Mexico als Vizegouverneur.

## Werdegang
Hugh Beistle Woodward besuchte das Dickinson College in Carlisle. Dort machte er 1908 seinen Bachelor of Philosophy und 1910 seinen Master of Arts sowie seinen Bachelor of Laws. Er erhielt 1911 seine Zulassung als Anwalt in Pennsylvania, 1914 in Colorado, 1915 in New Mexico und 1923 vor dem Supreme Court. Während seiner langen juristischen Laufbahn in New Mexico förderte er stark den Naturschutz. Er war aktiv in der New Mexico Wildlife and Conservation Association, der National Audubon Society, der Izaak Walton League of America, der Wilderness Society und der American Forestry Association.
Politisch gehörte er der Republikanischen Partei an. 1928 wählte man ihn zum Vizegouverneur von New Mexico – ein Posten, den er vom Januar bis zu seinem Rücktritt im Juli 1929 innehatte.
Woodward war während seiner Zeit als Vizegouverneur auch als Bezirksstaatsanwalt für den achten Gerichtsbezirk von New Mexico tätig. Danach bekleidete er zwischen 1929 und 1933 den Posten als Bundesstaatsanwalt für New Mexico. Daneben war er in seiner eigenen Kanzlei tätig, wo er Finanz- und Bauunternehmen im Südwesten vertrat. Er leistete mehrere Beiträge für ein National Nature und erhielt dafür 1953 einen Nash Conservation Award. Ferner bekämpfte er aktiv die Forderungen der Viehzüchter, Kontrolle über Bundesweideländereien zu erhalten. Er saß im National Advisory Committee on Multiple Use of National Forests. Dann half er an der Ausarbeitung von früheren Versionen des Wilderness Act mit. Zehn Jahre lang war er Regionaldirektor der National Wildlife Federation und Kuratoriumsmitglied der National Wildlife Federation Endowment. Während seiner Amtszeit hat er maßgeblich an der Festlegung eines Standortes für ein dauerhaftes nationales Hauptquartier der National Wildlife Federation in Washington, D.C. mitgewirkt. Das Dickinson College verleiht ihm 1959 einen Ehren-Doctor of Laws. Er verstarb am 18. August 1968.